# Phare Nisis Pilos
Le phare Nisis Pilos, également appelé phare Sfaktiria, est situé dans la baie de Pylos, également connue en tant que baie de Navarin, dans le golfe de Messénie en Grèce. La date de construction est inconnue, mais la station st mise en service en 1973.

## Caractéristiques
Le phare de pierre accolé à la maison du gardien est en ruine. La lumière est déportée sur une structure métallique à proximité et s'élève à 36 mètres au-dessus de la mer Ionienne.

## Codes internationaux
- ARLHS[2] : GRE-185
- NGA : 14908
- Admiralty[3] : E 4008

## Source
(en) [PDF] List of lights radio aids and fog signals - 2011 - The west coasts of Europe and Africa, the mediterranean sea, black sea an Azovskoye more (sea of Azov) (la liste des phares de l'Europe, selon la National Geospatial - Intelligence Agency)- Version 2011 - National Geospatial - Intelligence Agency - p. 259